# Jean le Rond d'Alembert
Jean le Rond d'Alembert (16 tháng 11 năm 1717 – 29 tháng 10 năm 1783) là một nhà toán học, nhà vật lý, nhà cơ học, triết gia người Pháp. Ông là người đồng chủ biên và xuất bản cùng với Denis Diderot cuốn từ điển Encyclopédie. Phương pháp giải phương trình sóng của d'Alembert được đặt theo tên ông.

## Thời trẻ
D'Alember sinh tại Paris, là con ngoài giá thú của nhà văn Claudine Guérin de Tencin và kỵ sĩ Louis-Camus Destouches, một sĩ quan pháo binh. Destouches đã ở nước ngoài khi d'Alembert được sinh ra và hai ngày sau đó mẹ của ông đã để ông trên bậc thang lối vào nhà thờ Saint-Jean-le-Rond de Paris. Theo tục lệ, ông được đặt tên theo tên của người bảo trợ của nhà thờ. D'Alembert được giao cho một nhà nhà trẻ mồ côi trông nom nhưng sớm được nhận nuôi bởi người vợ của một thợ lắp kính. Destouches bí mật trả tiền cho sự giáo dục của Jean le Rond, nhưng không muốn công khai công nhận là cha.

## Các nghiên cứu
D'Alembert lúc đầu học ở trường tư. Destouches đã để lại cho d'Alembert một khoản tiền trợ cấp trị giá 1200 livre khi ông chết năm 1726. Chịu ảnh hưởng của gia đình Destouches, năm 12 tuổi D'Alembert đã đến học tại trường Jansenist Collège des Quatre-Nations (còn được biết đến với tên "Collège Mazarin"). Tại đây ông nghiên cứu triết học, luật và nghệ thuật, và tốt nghiệp vào năm 1735. Sau đó, D'Alembert đã bác bỏ nguyên lý của René Descartes, nguyên lý mà ông được học tại trường: "physical premotion, innate ideas and the vortices".
Những người theo giáo phái Jansen đã hướng D'Alembert theo sự nghiệp giáo sĩ, cố gắng ngăn cản ông ta khỏi những hoạt động thơ ca và toán học. Tuy nhiên, thần học là "thứ cỏ khô khá hão huyền" đối với d'Alembert. Ông vào học trường luật trong hai năm, và được bổ nhiệm làm thầy kiện vào năm 1738.
Ông cũng quan tâm đến y học và toán học. Jean được đăng ký lần đầu dưới cái tên Daremberg, nhưng sau đó đổi nó thành d'Alembert. Cái tên "d'Alembert" đã được Johann Heinrich Lambert đề xuất cho một mặt trăng nghi ngờ (nhưng không tồn tại) của sao Kim.

## Sự nghiệp
Vào tháng 7 năm 1739, ông đã đóng góp đầu tiên của mình vào lĩnh vực toán học, chỉ ra những sai sót mà ông đã phát hiện trong Analysis démontrée (xuất bản năm 1708 bởi Charles-René Reynaud) trong một thông tin gửi tới Viện Hàn lâm Khoa học Pháp. Vào thời điểm L'analysis démontrée là một tác phẩm tiêu chuẩn, chính d'Alembert đã sử dụng để nghiên cứu nền tảng của toán học. D'Alembert cũng là một học giả Latin của một số ghi chép và đã làm nên một bản dịch tuyệt vời của Tacitus trong phần còn lại của cuộc đời mình, ông đã được khen ngợi rộng rãi bao gồm cả của Denis Diderot.
Năm 1740, ông đã trình bày công trình khoa học thứ hai ở lĩnh vực cơ học lưu chất trong tác phẩm Mémoire sur la réfraction des corps solides, được Clairaut công nhận. Trong tác phẩm, d'Alembert giải thích về mặt lý thuyết hiện tượng khúc xạ.
Năm 1741, sau nhiều lần thất bại, d'Alembert đã được bầu vào Viện Hàn lâm khoa học. Ông sau đó được bầu vào Học viện Béclin năm 1746 và là một Thành viên của Hiệp hội Hoàng gia vào năm 1748.
Năm 1743, ông xuất bản tác phẩm nổi tiếng nhất của ông, Traité de dynamique, trong đó ông đã phát triển luật chuyển động của riêng mình.
Khi Encyclopédie được hình thành vào cuối những năm 1740, d'Alembert đã tham gia làm đồng biên tập (cho toán học và khoa học) với Diderot và phục vụ cho đến khi một loạt các cuộc khủng hoảng làm gián đoạn tạm thời việc xuất bản vào năm 1757. Ông là tác giả của hơn một nghìn bài báo cho nó, Bao gồm bài Sơ khảo nổi tiếng. D'Alembert "đã bác bỏ nền tảng của chủ nghĩa duy vật" khi ông "nghi ngờ liệu có tồn tại bên ngoài chúng ta bất cứ điều gì tương ứng với những gì chúng ta cho là chúng ta thấy." Bằng cách này, D'Alembert đồng ý với nhà tư tưởng Berkeley và dự đoán chủ nghĩa lý tưởng siêu việt của Kant.
Năm 1752, ông viết về cái gọi là nghịch lý D'Alembert: lực cản trên một vật chìm trong lưu chất không nhớt, không nén được bằng không.
Năm 1754, d'Alembert được bầu làm thành viên của Viện hàn lâm, ông trở thành Thư ký Thường trực ngày 9 tháng 4 năm 1772.
Năm 1757, trên một bài báo ở cột thứ bảy của Bách Khoa toàn thư, ông đã cho biết là các linh mục ở Geneva đã chuyển từ học thuyết của Calvin theo học thuyết của Socinus. Dựa trên thông tin được cung cấp bởi Voltaire. Các mục sư của Geneva đã phẫn nộ và chỉ định một hội đồng để trả lời những cáo buộc này. Dưới áp lực của Jacob Vernes, Jean-Jacques Rousseau và những người khác, d'Alembert cuối cùng đã bào chữa rằng ông coi bất cứ ai không chấp nhận Giáo hội Rôma là một người theo học thuyết của Socinus, và đó là tất cả những gì ông muốn nói, và ông đã không tham gia vào nghiên cứu thêm về bách khoa toàn thư sau khi ông trả lời phê bình.
Ông được bầu làm Thành viên Danh dự Nước ngoài của Học viện Nghệ thuật và Khoa học Hoa Kỳ vào năm 1781.

## Đời sống cá nhân
D'Alembert là một người tham gia vào một cuộc họp của dân Paris, đặc biệt là của Marie Thérèse Rodet Geoffrin, của marquise du Deffand và của Julie de Lespinasse. D'Alembert đã trở nên say đắm với Mlle de Lespinasse, và cuối cùng đã sống cùng cô.

## Sự kế thừa, ứng dụng
Ở Pháp, định lý cơ bản của đại số được gọi là định lý d'Alembert/Gauss, một lỗi trong chứng minh của d'Alembert được sửa bởi Gauss.
Những nghiên cứu của ông còn được ứng dụng trong việc quản lý vốn ở Cá cược thể thao hay các xác suất có tỷ lệ 50/50.

## Hình tượng hư cấu
Diderot miêu tả d'Alembert trong "Le Rêve de D'Alembert" (viết tắt của "D'Alembert's Dream"), được viết sau khi hai người đàn ông trở nên xa lạ. Nó miêu tả d'Alembert trên giường, tiến hành một cuộc tranh luận về triết học duy vật trong giấc ngủ.
Nguyên lý của D'Alembert, một cuốn tiểu thuyết của Andrew Crumey (1996), lấy tên của nó theo nguyên lý D'Alembert về vật lý. Phần đầu của nó mô tả cuộc đời của d'Alembert và sự say mê của ông với Julie de Lespinasse.